# Josep Dalmau i Rafel
Josep Dalmau i Rafel (Manresa, 1867 – Barcellona, 1937) è stato un mercante d'arte spagnolo.

## Biografia
L'attività delle Galeries Dalmau (1911-1930), che rappresentò anche il suo principale contributo, si sviluppò secondo tre filoni. Prima di tutto, questo commerciante introdusse e promosse l'arte d'avanguardia a Barcellona. Da un lato, fin dall'inizio degli anni dieci del XX secolo, Dalmau iniziò una campagna per importare mostre ed esposizioni estere a Barcellona. Dall'altro lato,  durante la prima guerra mondiale il mercante ospitò gli artisti stranieri provenienti da Parigi, residenti o di passaggio per Barcellona.
Alcuni dei risultati più significativi in questo campo furono, tra gli altri, l'organizzazione dell'Esposizione d'Arte Cubista del 1912 (Jean Metzinger, Albert Gleizes, Juan Gris, Marie Laurencin, Marcel Duchamp, August Agero), uno delle prime mostre pubbliche di questa tendenza artistica; le mostre di Serge Charchoune (1916 e 1917), pionieristiche dell'arte astratta in Europa; e la presentazione a Barcellona di artisti come Duchamp, Gleizes, Matisse, Mondrian, Van Doesburg o Arp in mostre collettive o individuali. Il suo contributo alle avanguardie si manifestò anche nel sostegno alla rivista 391 di Francis Picabia, fondata a Barcellona nel 1917.